# Kertayasa
Kertayasa este un sat din Indonezia. Are o populație de 5.519 locuitori.